# Zapadnofrizijski jezik
Zapadnofrizijski jezik (ISO 639-3: fry stariji identifikator bio je fri, a povučen je 1. veljače 2007; frysk, fries), jedan od tri frizijska jezika kojim govori oko 700 000 Friza (1976 Stephens), poglavito u Friziji (Fryslân; 467 000; 2001 popis). Na sjeveru Nizozemske, uključujući i otoke Schiermonnikoog (u njihovom jeziku Skiermûntseach) i Terschelling (zapadnofrizijski Skylge). Jezik ima barem četiri dijalekta westerlauwers fries, súdhoeksk (na jugozapadu), wâldfrysk i klaaifrysk.
U Nizozemskoj je službeni.

## Vanjske poveznice
- Ethnologue (14th)
- Ethnologue (15th)

- Englesko-zapadnofrizijski rječnik
- Wikipedija na zapadnofrizijskom jeziku
- Wikirječnik na zapadnofrizijskom jeziku